# Carman, Manitoba
Carman är en ort i Kanada.   Den ligger i provinsen Manitoba, i den sydöstra delen av landet, 1 700 km väster om huvudstaden Ottawa. Carman ligger 264 meter över havet och antalet invånare är 2 948.
Terrängen runt Carman är mycket platt, och sluttar österut. Runt Carman är det mycket glesbefolkat, med 2 invånare per kvadratkilometer.. Carman är det största samhället i trakten.
Trakten runt Carman består till största delen av jordbruksmark.